# Xã Wykeham, Quận Todd, Minnesota
Xã Wykeham (tiếng Anh: Wykeham Township) là một xã thuộc quận Todd, tiểu bang Minnesota, Hoa Kỳ. Năm 2010, dân số của xã này là 409 người.